# Aixirivall
Aixirivall es una localidad de Andorra perteneciente a la parroquia de San Julián de Loria. En 2010 contaba con 834 habitantes.
De su patrimonio destaca la iglesia de San Pedro de Aixirivall, de estilo románico a pesar de haberse levantado entre los siglos XVI y XVII.